# 公園どおりのウィークエンド
『公園どおりのウィークエンド』（こうえんどおりのウィークエンド）は、1991年から2009年3月28日まで高知放送で放送されていた情報番組である。放送時間は毎週土曜 17:00 - 18:00 （日本標準時）。

## 概要
1987年から1991年まで同局で放送されていた『週間テレポート ライフこうち』の後継番組で、毎回高知県内のイベント情報・レジャー情報・グルメ情報を伝えていた。
番組は中継車を活用し、県内各地の生の映像を紹介する企画を行っていた。中でも、中継先の地域住民たちにその日の夕食にする予定の料理を持ち寄ってもらう「晩ご飯なーに」のコーナーや、中継先の地域で人気の女性を探す「マドンナを探せ」のコーナーは人気を博し、番組の定着と継続を決定づける企画となった。そして放送開始から6年後の1997年に、番組は日本民間放送連盟賞テレビ娯楽部門で優秀賞を受賞した。
2009年春の改編で『NNN Newsリアルタイム・サタデー』の放送時間が繰り上げられたこともあり、番組は同年3月28日放送分をもって終了。後継番組となる『ごきげん ボニートっ!』は、放送枠を土曜12時台へ移した上で開始された。

## 出演者
括弧内の肩書きは、番組放送当時のものを記載。

### 最終回時点での出演者
- 河内真（RKCアナウンサー）
- 永見佳織（RKCアナウンサー） - 2007年10月からスタジオサブ司会。後に中継担当となり、石田と交代。
- 石田佳世（RKCアナウンサー） - 中継担当。初代女性司会者であったが、『ズームイン!!朝!』担当になった辺りから中継担当となり、後にサブ司会へシフトした。
- 高橋本（管理栄養士）[3]
- はまだまや

### 過去の出演者
- 坂木卓弥（RKCアナウンサー） - 初代男性司会者。
- 久保田浩史（RKCアナウンサー） - 2代目男性司会者。後任は河内。
- 花房果子（RKCアナウンサー） - 当初は中継担当であったが、石田と入れ替わりに2代目女性司会者を務めた。後任は永見→石田。
- 井上琢己（RKCアナウンサー）
- ふぁーまー土居
- 高橋光 - 高知割烹学校の校長で、高橋本の母。

## コーナー

### 番組終了時のコーナー
特集
高知県のグルメ情報等、毎週異なるテーマの特集を組んでいたコーナー。
きんこん土佐日記
村岡マサヒロ著の4コマ漫画を紹介していたコーナー。
食べ頃高知
高橋本が毎週高知県産の食材を使って料理を作っていたコーナーで、毎回助手が付いていた。助手は石田→花房→永見→河内。このコーナーに関しては前撮りした映像を用いていた。
いちおしZONE
口コミ刑事（デカ）
「ミッション散歩ッシブル」の後継コーナーで、高知県の人物や食べ物などを口コミを基に調査・紹介していた。担当は石田。
ながみ〜自慢プリ
「ほにほに自慢」の後継コーナーで、地域の人々が各々の自慢のものを生中継で紹介していた。コーナーの最後にはゲストが一番印象に残った人物を発表し、それに選ばれた人はスタジオにある「いちおし」の箱か「ZONE」のいずれかを選べた（一方には図書券が、もう一方にはパタロウのストラップが入っており、そのどちらかがプレゼントされた）。担当は永見。
AEONでLady Go
はまだまやがイオンの商品を紹介していたコーナー。
プレゼント
企業各社が宣伝を兼ねて視聴者に自社の商品を提供していた。
映画情報
毎週2本の新作映画情報を紹介。放送翌日の県内の映画館上映作品のラインナップも紹介していた。

### 過去のコーナー
ふるさとTV（ナビ）ほにほに自慢
石田佳世が毎週高知県内の市町村へ向かい、現地の特産物を使った料理を紹介していたコーナー。
ミッション散歩ッシブル
高知県在住の外国人が県内の市町村を見て回っていたコーナー。初期には、彼らが番組から課せられたミッションをクリアしていく内容となっていた。
イベントナビゲーター
高知県内で開催されるイベントを30秒以内にPRするコーナー。金曜日に放送されていた『ごじでぱ』の後継コーナーであるが、2008年3月をもって終了した。

## スタッフ
- 技術：島村武義、中屋史身、森本康弘、野中さおり、岡村貴之、有沢元二郎、西岡清二、清水努
- 車両：岩原弘幸
- 美術：坂本泰子、岡林聡里、平本尚子、小松章二
- ナレーション：井上琢己（高知放送アナウンサー）
- ディレクター：岡林多恵、近沢真穂、大橋将明、難波友之、武市千寿、白木正人、小野恵理
- チーフディレクター：中嶋淳介
- プロデューサー：竹下誠一、越智義久

## テーマ曲
- オープニングテーマ：「ぽかぽか」
- エンディングテーマ：「自由に空を」（陣羽織）

## その他
- 『24時間テレビ 「愛は地球を救う」』の放送がある日には、出演者が24時間テレビのTシャツを着用していた。
- 稀に、放送当日の夜に同局で放送される特別番組の宣伝をすることがあった。『エンタの神様』の総集編その他の宣伝を行った際には、長井秀和と波田陽区が番組にVTR出演した。
- クリスマスに近い週の放送では、クリスマスツリーを視聴者プレゼントにしていた。
- 初代司会者の坂木の友人でもあるみのもんたがゲスト出演したことがある。